# Festuca kerguelensis
Festuca kerguelensis là một loài thực vật có hoa trong họ Hòa thảo. Loài này được (Hook.) F.Muell. mô tả khoa học đầu tiên năm 1864.